# シムカ・1000
シムカ・1000(フランス語: Simca Mille)は 、フランスの自動車メーカー、シムカが1961年から1978年まで生産したリアエンジンの小型乗用車である。

## 概要
50%超の株式を保有する親会社であったフィアットのリアエンジン小型車・600の影響を受けながら、独自の4ドアセダンの車体と新設計の水冷4気筒944ccエンジンを搭載して登場した。「600」の上級モデルとしては、フィアット自身が1964年に発売するフィアット・850の先行するモデルであった。
トランクスペースを稼ぎ出すために燃料タンクは後方エンジンルーム内に設置され、その結果前後重量配分は35対65と極端なテールヘビーとなり、オーバーステア傾向が顕著な反面、乗りこなせれば活発な走りを見せる車となり、フランス国内では比較的好評をもって迎えられ、翌1962年に登場したルノー・8とともに、フランス大衆車市場の主力を従来の2～4CVクラスから6～8CVクラスへ上級移行させることに成功した。
1000は17年間という長期にわたって生産され、生産期間中には廉価版として内外装を簡素化したシムカ・900や、800ccの Sim' 4が投入された一方、上級版・スポーティモデルとしては1100の1,118ccエンジンや1301の1,294ccを搭載した、「スペシアル」やスポーティー版の「ラリー1」「ラリー2」も生産された。モデルライフ後半になるとラリー系のスポーティーなイメージを前面に出して売られる傾向が強まり、究極的な「ラリー3」も最終年の1978年に1,000台限定で生産されたが、これは1,294ccで103馬力を発する高性能車であった。アメリカにも1,188cc版がシムカ・1118として輸出された他、日本にも登場直後には当時の日本総代理店国際興業から正規輸入が行なわれたが、販売は振るわなかった。日本には「ラリー3」も何台か並行輸入されている。
トランスミッションは4速MTの他に、フェロードが開発した3速セミATも選択可能であった。ブレーキは当初は全輪ドラム式であったが、1965年に追加されたGLS以上には前輪、ラリー2以上には4輪にディスクブレーキが装着された。
モデル末期の1977年になって大幅なマイナーチェンジを受け、大きな角型ヘッドライトとフロントエンジン車のようなフロントグリルが装着され、1000本来の可愛らしさは大幅に損なわれた。この際車名が「1005/1006」(5と6はフランスの課税馬力を示す。上級モデルの1307/1308と同様の命名方法)となった。

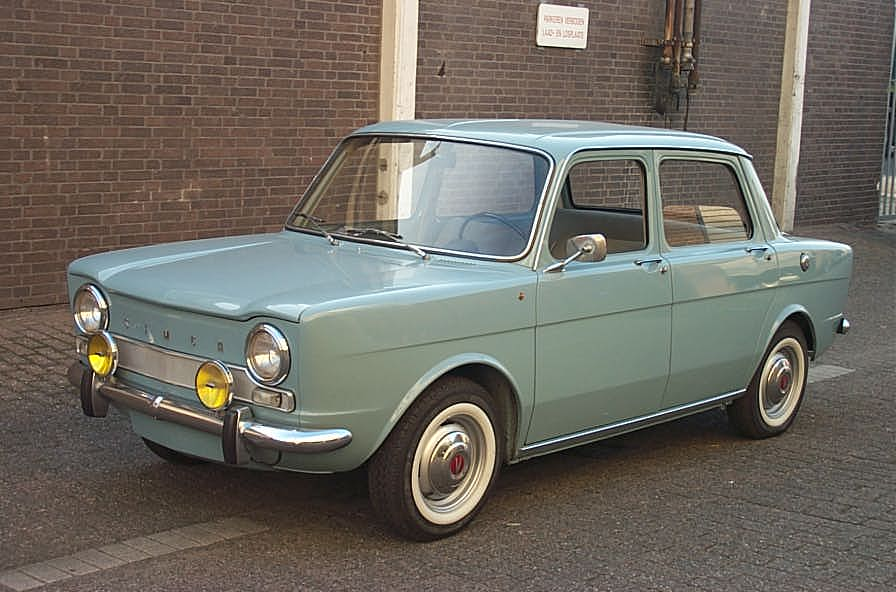
シムカ1000 1963年
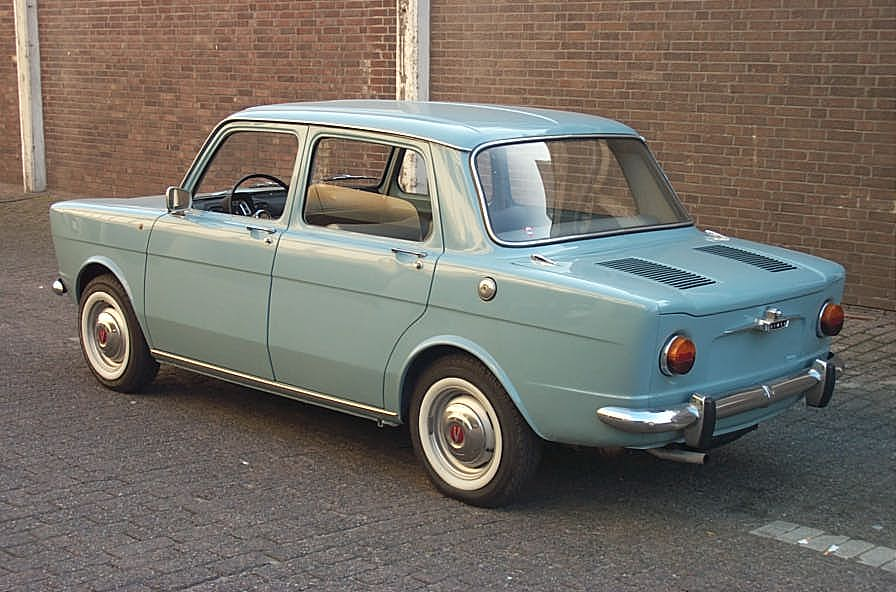
シムカ1000 1963年リア

### 1000/1200Sクーペ

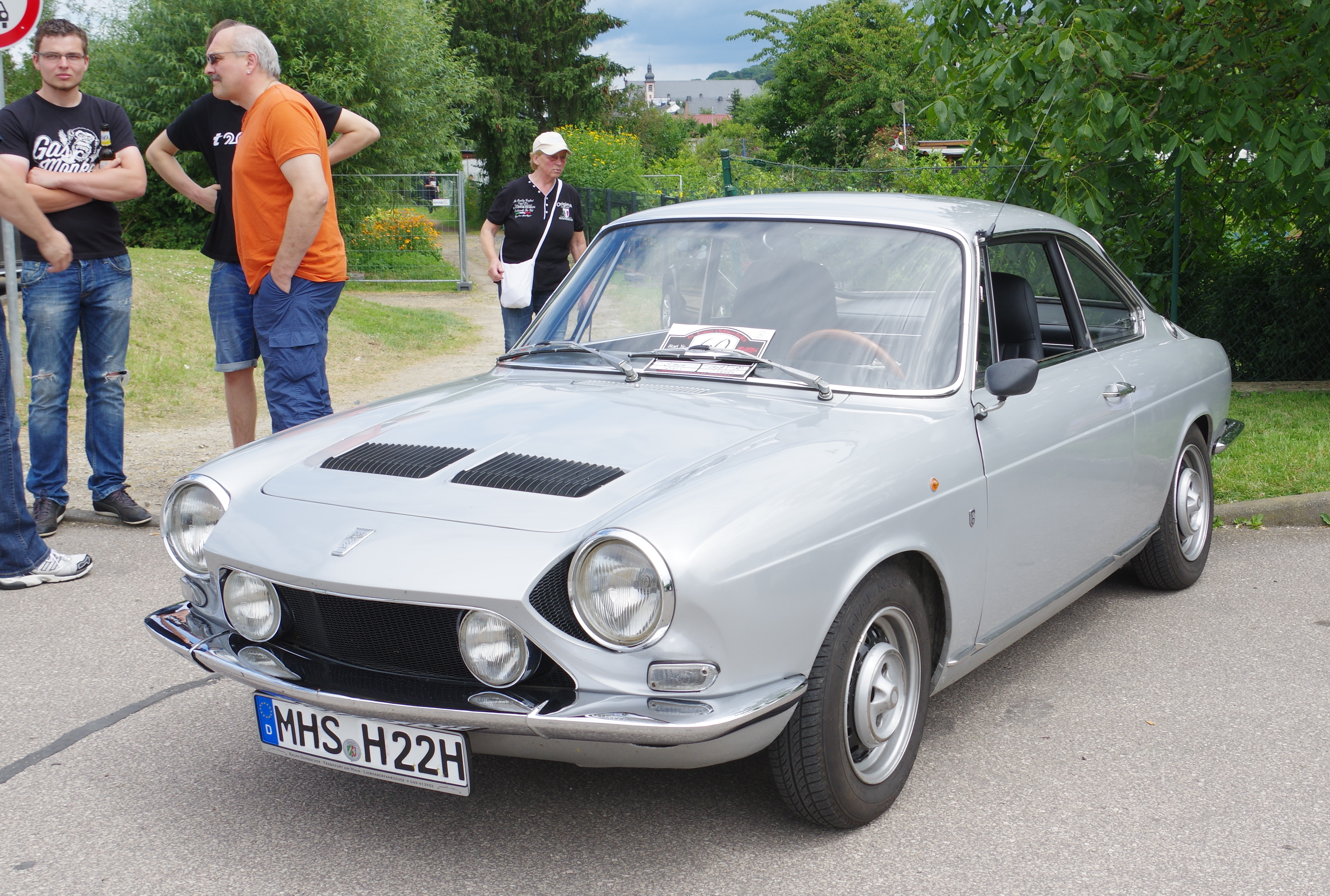
1200Sクーペ

1962年のジュネーヴ・モーターショーには、イタリアのカロッツェリア・ベルトーネのデザインによる2+2座席の「1000クーペ」が追加され、当時のチーフスタイリスト・ジョルジェット・ジウジアーロによりシンプルで流麗なデザインがなされた。1967年にはセダン系に先立って1301の1,294ccエンジンを搭載した「1200Sクーペ」に発展、フロントにラジエーターが移されてフロントグリルとボンネット上のルーバーが追加され、1000時代の簡素さは失われたが、後の「ラリー2」準ずる85PS/6,200rpmエンジンにより、最高速度178km/hの高性能車となった。1200Sクーペは1971年まで生産され、日本にも輸入された。 
また、イタリアのアバルトは1000のエンジンをベースに1,137ccに排気量を拡大した2座席2ドアクーペ、「シムカ・アバルト1150」を生産した。
| 年式 | バリエーション | エンジン                                                   | 価格(フラン)                                           | 生産台数                    |
| ---- | --- | ---------------------------------------------------------- | ------------------------------------------------------ | --------------------------- |
| 1962 | シムカ・1000 | 944cc45PS                                                  | 6,490F                                                 | 1961 : 9,670 1962 : 154,282 |
| 1963 | シムカ・900 シムカ・1000 | 944cc45PS 944cc50PS                                        | 5,950F 6,490F                                          | 168,654                     |
| 1964 | シムカ・900 シムカ・900C シムカ・1000 シムカ・1000GL                                                                                                | 944cc45PS 944cc50PS 944cc52PS                              | 5,950F 6,250F 6,450F 6,750F                            | 113,818                     |
| 1965 | シムカ・900 シムカ・1000 シムカ・1000GL シムカ・1000GLS                                                                                             | 944cc45PS 944cc50PS 944cc52PS 944cc52PS                    |                                                        | 118,655                     |
| 1966 | シムカ・1000L シムカ・1000LS シムカ・1000GL シムカ・1000GLS シムカ・1000GLA                                                                         | 944cc50PS 944cc52PS 944cc52PS 944cc54PS                    | 6,200F 6,600F 6,900F 7,350F                            | 174,068                     |
| 1967 | シムカ・1000Commerciale シムカ・1000L シムカ・1000LS シムカ・1000GL シムカ・1000 GLS シムカ・1000GLA                                                | 944cc50PS 944cc50PS 944cc50PS 944cc52PS 944cc54PS          | 6,115F 6,200F 6,600F 6,900F 7,350F                     | 115,397                     |
| 1968 | シムカ・1000Commerciale シムカ・1000L シムカ・1000LS シムカ・1000GL シムカ・1000GLS シムカ・1000GLA                                                 | 944cc50PS 944cc52PS 944cc54PS                              | 6,115F 6,200F 6,600F 6,900F 7,350F                     | 114,427                     |
| 1969 | Sim' 4 シムカ・1000 シムカ・1000スペシアル | 777cc31PS 944cc42PS 1,118cc50PS                            | 6,595F 7,695F 8,995F                                   | 146,321                     |
| 1970 | Sim' 4 シムカ・1000 シムカ・1000スペシアル シムカ・1000ラリー                                                                                       | 777cc33PS 944cc44PS 1,118cc53PS 1,118cc53PS                | 7,190F 8,140F 9,515F 8,695F                            | 133,540                     |
| 1971 | Sim' 4 シムカ・1000LS シムカ・1000GL シムカ・1000スペシアル シムカ・1000ラリー                                                                      | 777cc33PS 944cc44PS 1,118cc53PS                            | 7,695F 7,995F 8,745F 9,995F 8,995F                     | 122,933                     |
| 1972 | Sim' 4 シムカ・1000LS シムカ・1000GLS シムカ・1000スペシアル シムカ・1000ラリー1                                                                    | 777cc33PS 944cc44PS 1,118cc53PS 1,294cc60PS 1,294cc60PS    |                                                        | 131,195                     |
| 1973 | Sim' 4 シムカ・1000LS シムカ・1000GLS シムカ・1000スペシアル シムカ・1000ラリー1 シムカ・1000ラリー2                                                | 777cc33PS 944cc44PS 1,118cc53PS 1,294cc60PS 1,294cc82PS    |                                                        | 136,193                     |
| 1974 | シムカ・1000LS シムカ・1000GLE シムカ・1000GLS 6CV シムカ・1000GLS 5CV Ferodo シムカ・1000スペシアル シムカ・1000ラリー1 シムカ・1000ラリー2        | 944cc44PS 1,118cc53PS 944cc44PS 1,294cc60PS 1,294cc82PS    | 9,550F 10,500F 10,250F 10,850F 10,950F 10,850F 13,850F | 95,604                      |
| 1975 | シムカ・1000LS シムカ・1000GLE シムカ・1000GLS シムカ・1000スペシアル シムカ・1000ラリー1 シムカ・1000ラリー2                                       | 944cc44PS 1,118cc53PS 1,294cc60PS 1,294cc82PS              |                                                        | 71,346                      |
| 1976 | シムカ・1000LS シムカ・1000GLE シムカ・1000GLS シムカ・1000スペシアル シムカ・1000SR 6CV シムカ・1000SR 7CV シムカ・1000ラリー1 シムカ・1000ラリー2 | 944cc44PS 1,118cc53PS 1,294cc60PS 1294cc60PS 1,294cc82PS   |                                                        |                             |
| 1977 | シムカ・1005LS シムカ・1006GLS シムカ・1000ラリー1 シムカ・1000ラリー2                                                                              | 944cc40PS 1,118cc55PS 1,294cc60PS 1,294cc86PS              | 15,100F 17,420F 17,250F 22,625F                        | 49,190                      |
| 1978 | シムカ・1005LS シムカ・1006GLS シムカ・1000ラリー1 シムカ・1000ラリー2 シムカ・1000ラリー3                                                          | 944cc40PS 1,118cc55PS 1,294cc60PS 1,294cc86PS 1,294cc103PS | 23,800F 29,700F                                        | 12,893                      |